# Чень Бінде
Чень Бінде́ (спрощ.: 陈炳德; піньїнь: Chén Bǐngdé; нар. липень 1941) — китайський воєначальник. У 2007—2012 роках — начальник Генерального штабу НВАК. Генерал-полковник (2002).
Член ЦК КПК 15, 16 і 17-го скликань. З 2004 року — член Центральної військової ради КПК.

## Життєпис
Народився у липні 1941 року в місті Наньтун, провінція Цзянсу.
У лавах НВАК з 1961 року. Член КПК з 1962 року.
З 1985 року — начальник штабу Нанкінського військового округу.
У 1996—1999 роках — командувач Нанкінського військового округу і заступник голови його парткому.
У 1999—2004 роках — командувач Цзінаньського військового округу і голова його парткому.
У 2004—2007 роках — генеральний директор і парторг Генерального департаменту озброєнь НВАК, на цій посаді він був керівником космічної програми Китаю.
У 2007—2012 роках — начальник Генерального штабу НВАК і командувач сухопутних військ НВАК.

## Військові звання
- генерал-майор (1988);
- генерал-лейтенант (1995);
- генерал-полковник (2002).